# 65848 Enricomari
65848 Enricomari este un asteroid din centura principală de asteroizi.

## Descriere
65848 Enricomari este un asteroid din centura principală de asteroizi. A fost descoperit pe 30 ianuarie 1997 la Cima Ekar de Maura Tombelli. Asteroidul prezintă o orbită caracterizată de o semiaxă mare de 3,04 ua, o excentricitate de 0,39 și o înclinație de 11,6° în raport cu ecliptica.